# Proprietăți ale materialelor (termodinamică)
Proprietățile termodinamice ale materialelor sunt parametri intensivi, care sunt specifici unui material dat. Fiecare este direct legată de o diferențială de ordinul al doilea a unui potențial termodinamic. Exemple pentru un sistem termodinamic simplu cu un singur component sunt:
- Compresibilitatea (inversa modulului de elasticitate cubică)

- Compresibilitatea izotermică

{\displaystyle \kappa _{T}=-{\frac {1}{V}}\left({\frac {\partial V}{\partial p}}\right)_{T}\quad =-{\frac {1}{V}}\,{\frac {\partial ^{2}G}{\partial p^{2}}}}
- Compresibilitatea adiabatică

{\displaystyle \kappa _{S}=-{\frac {1}{V}}\left({\frac {\partial V}{\partial p}}\right)_{S}\quad =-{\frac {1}{V}}\,{\frac {\partial ^{2}H}{\partial p^{2}}}}
- Capacitatea termică masică (Notă - proprietatea intensivă analoagă este capacitatea termică)

- Capacitatea termică masică la volum constant

{\displaystyle c_{v}={\frac {T}{N}}\left({\frac {\partial S}{\partial T}}\right)_{V}\quad =-{\frac {T}{N}}\,{\frac {\partial ^{2}A}{\partial T^{2}}}}
- Capacitatea termică masică la presiune constantă

{\displaystyle c_{p}={\frac {T}{N}}\left({\frac {\partial S}{\partial T}}\right)_{P}\quad =-{\frac {T}{N}}\,{\frac {\partial ^{2}G}{\partial T^{2}}}}
- Coeficientul de dilatare termică (volumică)

{\displaystyle \alpha ={\frac {1}{V}}\left({\frac {\partial V}{\partial T}}\right)_{P}\quad ={\frac {1}{V}}\,{\frac {\partial ^{2}G}{\partial p\partial T}}}
unde p este presiunea, V este volumul, T este temperatura absolută, S este entropia iar N este numărul de particule.
Pentru un sistem cu un singur component, sunt necesare doar trei derivate secundare de ordinul al doilea pentru a obține pe celelalte, prin urmare sunt necesare doar trei proprietăți ale materialelor pentru a le obține pe toate celelalte. Pentru un sistem cu un singur component, cei trei parametri „standard” sunt compresibilitatea izotermică {\displaystyle \kappa _{T}}, capacitatea termică masică la presiune constantă {\displaystyle c_{p}} și coeficientul de dilatare termică {\displaystyle \alpha }.
De exemplu, următoarele ecuații sunt valabile:
{\displaystyle c_{p}=c_{v}+{\frac {TV\alpha ^{2}}{N\kappa _{T}}}}
{\displaystyle \kappa _{T}=\kappa _{S}+{\frac {TV\alpha ^{2}}{Nc_{p}}}}
Cele trei proprietăți „standard” sunt de fapt cele trei derivate de ordinul al doilea posibile ale energiei libere Gibbs în funcție de temperatură și presiune. Mai mult, luând în considerare derivate precum {\displaystyle {\frac {\partial ^{3}G}{\partial p\,\partial T^{2}}}} și relațiile Schwartz aferente, arată că tripletul proprietăților nu este independent. De fapt, o funcție de proprietate poate fi obținută din celelalte două, până la o valoare de stare de referință.
Principiul al doilea al termodinamicii are implicații asupra semnului unor proprietăți termodinamice precum compresibilitatea izotermică.